# Marcel Brands
Martinus Wilhelmus (Marcel) Brands ('s-Hertogenbosch, 16 maart 1962) is een voormalig Nederlands voetballer, die het merendeel van zijn carrière uitkwam voor RKC Waalwijk. Tweemaal speelde hij in het nationaal elftal. Later bekleedde hij technische en bestuurlijk functies bij RKC Waalwijk en was hij technisch directeur bij AZ, PSV en Everton.

## Carrière als voetballer

### Loopbaan
Brands werd geboren in 's-Hertogenbosch en speelde in jeugd van FC Den Bosch. Op 21 september 1980 debuteerde hij bij de club in het betaald voetbal in een uitwedstrijd tegen SC Cambuur. In 1983 promoveerde hij met de club naar de eredivisie. In 1984 werd hij voor zo'n 50 duizend gulden aangetrokken door RKC Waalwijk, dat zojuist zijn debuut gemaakt had in het betaald voetbal. Nadat de club twee seizoenen boven verwachting in de subtop van de eerste divisie waren geëindigd, stapte Brands, samen met ploeggenoot Adri Bogers, over naar NAC Breda. De club legde zo'n 350 duizend euro neer voor Brands. Het avontuur bij NAC duurde echter maar een half seizoen. In januari 1987 werden Brands en Bogers door de club terugverkocht aan RKC Waalwijk, omdat zij te zwaar op de begroting drukten. RKC betaalde 150 duizend euro terug aan NAC voor de middenvelder. In 1988 werd Brands kampioen van de eerste divisie met RKC Waalwijk en werd hij uitgeroepen tot beste speler van de eerste divisie.
In de zomer van 1988 verkaste Brands naar Feyenoord, terwijl ook Roda JC, dat Michel Boerebach had zien vertrekken naar PSV, verregaande belangstelling had. De stadionclub nam hem over voor het toenmalige recordbedrag van 900 duizend gulden. Brands' verblijf bij Feyenoord liep echter uit op een teleurstelling. De club had met Martin van Geel en Ton Lokhoff al twee aanvallende middenvelders in de selectie en Brands verloor zijn plaats op het middenveld aan de meer verdedigend ingestelde Peter Barendse. Hierna kreeg hij de kans als libero, maar moest deze plaats afstaan aan John Metgod. Brands wist bij Feyenoord zijn oude niveau nimmer te vinden. Technisch directeur Hans Kraay sr. uitte openlijk kritiek op hem en Paul Nortan. Hoewel hij in twee jaar 60 wedstrijden speelde, was Brands nooit zeker van zijn plaats. In 1990 was hij in verregaande onderhandelingen over een tweejarig contract bij Fenerbahçe SK, waar Guus Hiddink zijn trainer zou worden. Nadat de Turkse club geen garanties kon geven over zijn contract en de betaling van de transfersom van zo'n 450 duizend euro uitbleef, besloot hij op advies van de VVCS af te zien van het avontuur. Hij koos voor de zekerheid van een vijfjarig contract bij RKC Waalwijk dat inmiddels was uitgegroeid tot een stabiele eredivisionist.
Brands speelde uiteindelijk nog zeven jaar bij RKC Waalwijk. In zijn laatste jaar als profvoetballer, kon hij nog een lucratief contract tekenen in Japan. Hij weigerde RKC, dat onderaan de ranglijst stond, in de steek te laten. Nadat hij zijn profloopbaan had beëindigd, bouwde Brands af bij OJC Rosmalen. Onder zijn leiding promoveerde de club naar de hoofdklasse. In Rosmalen voetbalde Brands samen met zijn broer Frank, die daar keeper was. Nadat OJC promoveerde, stopte Brands als actief speler.

### Clubstatistieken
| Seizoen         | Club            | Competitie      | Competitie | Competitie | Beker | Beker | Internationaal | Internationaal | Overig | Overig | Totaal | Totaal |
| Seizoen         | Club            | Competitie      | Wed.       | Dlp.       | Wed.  | Dlp.  | Wed.           | Dlp.           | Wed.   | Dlp.   | Wed.   | Dlp.   |
| --------------- | --------------- | --------------- | ---------- | ---------- | ----- | ----- | -------------- | -------------- | ------ | ------ | ------ | ------ |
| 1980-1981       | FC Den Bosch    | Eerste divisie  | 1          | 0          | ?     | ?     | —              | —              | —      | —      | 1      | 0      |
| 1981-1982       | FC Den Bosch    | Eerste divisie  | 12         | 1          | ?     | ?     | —              | —              | —      | —      | 12     | 1      |
| 1982-1983       | FC Den Bosch    | Eerste divisie  | 25         | 0          | ?     | ?     | —              | —              | —      | —      | 25     | 0      |
| 1983-1984       | FC Den Bosch    | Eredivisie      | 22         | 3          | ?     | ?     | —              | —              | —      | —      | 22     | 3      |
| 1984-1985       | RKC Waalwijk    | Eerste divisie  | 34         | 7          | ?     | ?     | —              | —              | —      | —      | 34     | 7      |
| 1985-1986       | RKC Waalwijk    | Eerste divisie  | 28         | 2          | ?     | ?     | —              | —              | —      | —      | 28     | 2      |
| 1986-1987       | NAC Breda       | Eerste divisie  | 18         | 10         | ?     | ?     | —              | —              | —      | —      | 18     | 10     |
| 1986-1987       | RKC Waalwijk    | Eerste divisie  | 18         | 0          | ?     | ?     | —              | —              | —      | —      | 18     | 0      |
| 1987-1988       | RKC Waalwijk    | Eerste divisie  | 34         | 13         | ?     | ?     | —              | —              | —      | —      | 34     | 13     |
| 1988-1989       | Feyenoord       | Eredivisie      | 31         | 5          | 4     | 1     | 2              | 0              | —      | —      | 37     | 6      |
| 1989-1990       | Feyenoord       | Eredivisie      | 29         | 1          | 0     | 0     | 0              | 0              | —      | —      | 29     | 1      |
| 1990-1991       | RKC Waalwijk    | Eredivisie      | 34         | 3          | ?     | ?     | —              | —              | —      | —      | 34     | 3      |
| 1991-1992       | RKC Waalwijk    | Eredivisie      | 34         | 8          | ?     | ?     | —              | —              | —      | —      | 34     | 8      |
| 1992-1993       | RKC Waalwijk    | Eredivisie      | 33         | 5          | ?     | ?     | —              | —              | —      | —      | 33     | 5      |
| 1993-1994       | RKC Waalwijk    | Eredivisie      | 29         | 7          | ?     | ?     | —              | —              | —      | —      | 29     | 7      |
| 1994-1995       | RKC Waalwijk    | Eredivisie      | 34         | 4          | ?     | ?     | —              | —              | —      | —      | 34     | 4      |
| 1995-1996       | RKC Waalwijk    | Eredivisie      | 34         | 1          | ?     | ?     | —              | —              | —      | —      | 34     | 1      |
| 1996-1997       | RKC Waalwijk    | Eredivisie      | 34         | 1          | ?     | ?     | —              | —              | —      | —      | 34     | 1      |
| Carrière totaal | Carrière totaal | Carrière totaal | 484        | 71         | 4     | 1     | 2              | 0              | 0      | 0      | 490    | 72     |

## Carrière als voetbalbestuurder

### RKC Waalwijk
Na het beëindigen van zijn actieve carrière als professioneel voetballer in 1997 ging Brands in dienst bij RKC Waalwijk als commercieel manager. In december van dat jaar volgde hij Bert Jacobs op als technisch directeur, die verantwoordelijk werd gehouden voor de slechte resultaten. In oktober 1998 zette hij hoofdtrainer Peter Boeve aan de kant. Het bestuur opperde Frans Körver als opvolger, maar Brands maakte zich hard voor Martin Jol. Onder Jol groeide RKC uit tot een subtopper in de Eredivisie, terwijl de marktwaarde van de club steeg. In 2000 werd hij benoemd tot algemeen directeur van de club. Na het vertrek van Jol in 2004 haalde hij Erwin Koeman op bij PSV als vervanger. Onder Koeman wist RKC de resultaten te continueren.

### AZ
In 2005 werd Brands aangetrokken door AZ, als opvolger voor Martin van Geel, die met veel tumult naar Ajax vertrok. De club had net Co Adriaanse zien vertrekken en Louis van Gaal, de gevallen technisch directeur van Ajax, als diens vervanger aangesteld. Tevens trof Brands bij AZ directeur Toon Gerbrands, met wie hij nauw samenwerkte. In 2009 werd hij met AZ, onder leiding van Louis van Gaal, landskampioen. Na het vertrek van Van Gaal naar Bayern München in de zomer van 2009 trok Brands Ronald Koeman aan als trainer. Op 29 oktober van dat jaar, moest Dirk Scheringa, die verwikkeld was in de val van zijn DSB, zijn voorzitterschap neerleggen. Enkele weken later, op 5 december 2009, werd Koeman ontslagen vanwege teleurstellende resultaten. Enkele dagen later presenteerde hij Dick Advocaat als tijdelijk opvolger van Koeman. De ploeg eindigde dat seizoen op de vijfde plaats.

### PSV
Eind 2009 lekte uit dat PSV in Brands de ideale kandidaat zag om technisch manager te worden. Bij PSV was er een grote bestuurlijke omwenteling bezig. Commercieel directeur Marcel van den Bunder werd de wacht aangezegd, waarop algemeen directeur Jan Reker bekend maakte zijn taken neer te leggen ten faveure van Tiny Sanders. Jelle Goes werd aangesteld als hoofd jeugdopleiding als vervanger van Wiljan Vloet en technisch manager Adrie van Kraaij werd terug in de scouting was geplaatst. Op 21 mei 2010 tekende Brands een vierjarig contract bij de Eindhovense club, waar hij op 1 juni zijn werkzaamheden startte.
PSV kende na het vertrek van Guus Hiddink enkele moeilijke jaren en ook de eerste jaren van Brands' aanstelling verliepen teleurstellend. In 2011 eindigde de ploeg teleurstellend derde waardoor zij plaatsing in de Champions League misliep. In de zomer van 2011 verkocht PSV de grond onder zijn Philipsstadion en trainingscomplex De Herdgang aan de gemeente Eindhoven voor 48 miljoen euro, zodat de club financieel meer mogelijkheden kreeg. Brands besteedde die zomer veel geld op de transfermarkt. Zo haalde hij Przemysław Tytoń, Timothy Derijck en Jetro Willems naar de club. De grootste klappers waren echter Tim Matavž, die voor 5,5 miljoen overkwam van FC Groningen en Dries Mertens en Kevin Strootman, die gezamenlijk voor 13 miljoen euro overkwamen van FC Utrecht. Toen voor PSV, ondanks de grote investeringen, in 2012 hetzelfde scenario dreigde als het jaar daarvoor, ontsloeg Brands op 12 maart hoofdtrainer Fred Rutten, met wie hij in de voorgaande jaren nauw had samengewerkt. Het seizoen werd wederom afgesloten met een derde plaats, onder leiding voor jeugdtrainer Phillip Cocu en de in allerijl van FC Eindhoven overgekomen Ernest Faber.
In 2013 zou PSV zijn 100-jarig bestaan vieren. Om voor het 100-jarig bestaan het kampioenschap binnen te halen, haalde Brands oud-trainer Dick Advocaat binnen als nieuwe trainer en ook oud-speler Mark van Bommel maakte zijn rentree. Daarnaast nam de club voor ruim 4 miljoen euro Luciano Narsingh over van Heerenveen. Toch lukte het ook Advocaat niet om PSV naar het kampioenschap te loodsen en in de zomer van 2013 werd hij opgevolgd door Phillip Cocu. In de zomer van 2013 onderging de Eindhovense selectie wederom een metamorfose. Voor vele miljoenen deed Brands Jeremain Lens (voor 9 miljoen naar Dinamo Kiev), Dries Mertens (voor 9,7 miljoen naar Napoli) en Kevin Strootman (voor 17 miljoen naar AS Roma) van de hand, terwijl hij Adam Maher (voor 6,5 miljoen AZ) en Jeffrey Bruma (voor 3 miljoen van Chelsea) overnam. Daarnaast kwamen Stijn Schaars en Santiago Arias gezamenlijk voor zo'n 1,5 miljoen over van Sporting Lissabon. Ondanks de magere sportieve resultaten van de eerste jaren, was PSV tevreden met de werkzaamheden van Brands en beloonde hem met een nieuw contract tot 2017.
In het eerste seizoen onder Cocu ging Ajax er voor de vierde keer met het kampioenschap vandoor. In april 2014 kreeg Brands bij PSV gezelschap van Toon Gerbrands, onder wie hij eerder werkte bij AZ. In de zomer investeerde Brands in een nieuwe spits. Matavž werd voor 4 miljoen verkocht aan FC Augsburg en Luuk de Jong werd voor 5,5 miljoen overgenomen van Borussia Mönchengladbach. Daarnaast wist hij de Mexicaan Andrés Guardado voor 1 miljoen euro te huren van Valencia. Nog belangrijker was dat hij Georginio Wijnaldum en Memphis Depay nog een seizoen voor de club wist te behouden. Dat seizoen werd PSV, voor het eerst sinds 2008 kampioen van Nederland. Die zomer vertrok Depay voor 30 miljoen euro naar Manchester United en Wijnaldum voor 15 miljoen euro naar Newcastle United, terwijl PSV onder andere Davy Pröpper voor een bescheiden 4,5 miljoen overnam van Vitesse. Op 29 april 2016 verlengde Brands andermaal zijn contract bij PSV, ditmaal tot 2020. Ook in 2016 werd PSV landskampioen, waarbij zowel Gerbrands als Brands geprezen werden voor de rust en stabiliteit die zij bij de club hadden gecreëerd.

### Everton
PSV maakte op 16 mei 2018 officieel bekend dat Brands de club per 1 juni 2018 zou verruilen voor Everton. Hij tekende in eerste instantie voor drie seizoenen. In die periode wist Brands de club met gerichte aankopen en door de aanstelling van de ervaren Carlo Ancelotti als hoofdtrainer het niveau dat zijn voorgangers met de club bereikten te continueren. Op 21 april 2021 werd bekend dat zijn contract met drie seizoenen was verlengd. Op 5 december hetzelfde jaar werd hij wegens teleurstellende resultaten van het eerste mannenteam op staande voet ontslagen.

### PSV
Met ingang van het seizoen 2022/23 werd Brands benoemd tot algemeen directeur van PSV als opvolger van Toon Gerbrands. Hij tekende een contract tot medio 2027.

## Persoonlijk
De broer van Brands, Frank Brands, was onder andere trainer van hoofdklasser RKSV Schijndel. Zijn zoon Kevin speelt als voetballer bij OJC Rosmalen.